# چن هسیائو چوان
چن هسیائو چوان (انگلیسی: Chen Hsiao-chuan؛ زادهٔ ۱۸ مهٔ ۱۹۸۵) بازیکن فوتبال اهل تایوان است.
وی همچنین در تیم ملی فوتبال زنان تایوان بازی کرده‌است.